# Ali Schah Durrani
Sultan Ali Schah Durrani (* 18. Jahrhundert; † nach 1819) war ein afghanischer Emir. Er war der Sohn von Timur Schah Durrani.
Er regierte Afghanistan von 1818 bis 1819 und wurde von seinem Bruder Ayub Schah Durrani gestürzt.